# Geoff Emerick
Geoff Emerick (5 tháng 12 năm 1945 – 2 tháng 10 năm 2018) là một kỹ thuật viên âm thanh người Anh, được biết đến nhiều nhất là người phụ trách phòng thu cho The Beatles trong các album Rubber Soul, Revolver, Sgt. Pepper's Lonely Hearts Club Band, Album trắng và Abbey Road. Ông được coi là một trong những kỹ thuật viên xuất sắc nhất của lịch sử ngành thu âm.
Khởi đầu sự nghiệp ở EMI ở tuổi 15 dưới sự giám sát của Richard Langham, Emerick rất nhanh chóng trở thành trợ lý của Norman Smith, kỹ thuật viên chính cho các buổi thu âm của The Beatles. Ngoài The Beatles, ông còn tham gia hỗ trợ cho việc thu âm của vài nghệ sĩ đương thời khác, như July Garland và The Hollies.
Sau khi Norman Smith lên làm quản lý thu âm của EMI, Emerick trở thành người phụ trách phòng thu cho ban nhạc với sự hỗ trợ của George Martin. Revolver (1966) là album đầu tiên Emerick thực hiện khi ông mới 19 tuổi, và "Tomorrow Never Knows" là ca khúc đầu tiên ông trực tiếp chỉnh sửa. Ông tiếp tục thành công với Sgt. Pepper's Lonely Hearts Club Band (1967), tuy nhiên ông quyết định bỏ dở quá trình thực hiện Album trắng (1968). Ông quay trở lại với ban nhạc trong Abbey Road (1969). Với lời mời của ban nhạc, Emerick rời EMI để tới Apple cuối năm 1969.
Sau khi The Beatles tan rã vào năm 1970, Emerick thực hiện các album cho Paul McCartney (bao gồm Band on the Run, London Town và Flaming Pie), Badfinger, Art Garfunkel, America, Gino Vannelli, Supertramp, Cheap Trick, Nazareth, Chris Bell, Split Enz, Big Country, Gentle Giant, Hợp ca Mahavishnu, Ultravox, Matthew Fisher (album Journey's End), Kate Bush, Jeff Beck, Nellie McKay (album Get Away from Me), Robin Trower (album Bridge of Sighs).
Năm 2006, Emerick cho ra mắt hồi ký Here, There, and Everywhere: My Life Recording the Music of The Beatles, viết cùng nhà báo Howard Massey.
Ngày 3 tháng 4 năm 2007, ông tham gia vào buổi thu âm lại album Sgt. Pepper's Lonely Hearts Club Band cùng Oasis, The Killers, Travis và Razorlight nhân kỷ niệm 40 năm phát hành album của đài BBC.
Emerick qua đời vào ngày 2 tháng 10 năm 2018 tại Tucson, Arizona, Mỹ sau một cơn đau tim.